# Abderrahman Mahjoub
Pour les articles homonymes, voir Mahjoub.
Abderrahman Mahjoub, dit Belmahjoub, est un footballeur international puis entraîneur franco-marocain, né le 25 avril 1929 à Casablanca et mort le 31 août 2011 dans la même ville à l'âge de 82 ans. Surnommé le « Prince du Parc », il joue au poste de milieu de terrain de la fin des années 1940 à la fin des années 1960. Sélectionné plusieurs fois en équipe du Maroc pendant qu'il était encore joueur de l'US Athlétique, comptant aussi 7 sélections en équipe de France après avoir la nationalité française, il figure parmi les joueurs sélectionnés pour participer à la Coupe du monde 1954 en Suisse. Plus tard il quittera la sélection française pour reporté de nouveau le maillot de l'équipe nationale de son pays mère en 1960.

## Biographie
Formé à l'US Athlétique, il remporte avec ce club la Coupe d'Afrique du Nord alors qu'il n'a que seize ans. Il joue ensuite au RC Paris, à l'OGC Nice avec qui il remporte la coupe de France en 1954 et au SO Montpellier. Il termine ensuite sa carrière au Wydad AC.
Il compte 15 sélections en équipe du Maroc de 1948 à 1953, sept sélections en équipe de France de 1953 à 1955 et dispute la Coupe du monde 1954. Il redevient ensuite international marocain. Il retourne en 1964 au Wydad AC et remporte le titre de champion du Maroc et la supercoupe du Maroc en 1966, il participera ensuite au mundialito où il affrontera le Real Madrid, avant de mettre fin à sa carrière en 1968. 
À la fin de sa carrière professionnelle, il devient sélectionneur de l'équipe du Maroc. Il occupe ce poste à deux reprises, de 1964 à 1967 puis en 1972. 
Il meurt à Casablanca le 31 août 2011 . Il est le frère du joueur marseillais Mohamed Mahjoub.

## Palmarès
- Avec l'US Athlétique :
  - Champion du Maroc en 1947
  - Meilleur buteur du Championnat du Maroc en 1947 avec 33 buts (record absolut)
  - Vainqueur de la Coupe des coupes de l'ULNA 1948
  - Vainqueur de la Supercoupe du Maroc en 1947 et 1948
  - Vainqueur de la Coupe d'Ouverture de la Saison en 1946
  - Finaliste de la Ligue des champions de l'ULNA 1948
  - Finaliste de la Coupe des coupes de l'ULNA 1949

- Avec l'OGC Nice :
  - Vainqueur de la Coupe de France en 1954

- Avec le SO Montpellier :
  - Champion de France (Ligue 2) en 1961

- Avec le Wydad AC :
  - Champion du Maroc 1965/66
  - Vainqueur de la Supercoupe du Maroc en 1966
  - Demi-finaliste de l'Internationale Coupe Mohammed-V en 1966

- International marocain : 18 sélections (1948-1953)-(1955-1968)

- International français : sept sélections (1953-1955)[5].